# Giulio Zeppieri
Giulio Zeppieri (ur. 7 grudnia 2001 w Rzymie) – włoski tenisista.

## Kariera tenisowa
W 2022 roku zadebiutował w imprezie Wielkiego Szlema podczas turnieju French Open po przejściu kwalifikacji.
Zwycięzca jednego turnieju ATP Challenger Tour w grze pojedynczej i jednego w grze podwójnej.
W rankingu gry pojedynczej najwyżej był na 115. miejscu (27 lutego 2023), a w klasyfikacji gry podwójnej na 242. pozycji (4 kwietnia 2022).

### Zwycięstwa w turniejach ATP Challenger Tour

#### Gra pojedyncza
| Końcowy wynik | Nr | Data             | Turniej  | Nawierzchnia | Przeciwnik     | Wynik finału  |
| ------------- | -- | ---------------- | -------- | ------------ | -------------- | ------------- |
| Zwycięzca     | 1. | 29 sierpnia 2021 | Barletta | Ceglana      | Flavio Cobolli | 6:1, 3:6, 6:3 |

#### Gra podwójna
| Końcowy wynik | Nr | Data          | Turniej | Nawierzchnia | Partner         | Przeciwnicy                          | Wynik finału |
| ------------- | -- | ------------- | ------- | ------------ | --------------- | ------------------------------------ | ------------ |
| Zwycięzca     | 1. | 17 lipca 2021 | Todi    | Ceglana      | Francesco Forti | Facundo Díaz Acosta Alexander Merino | 6:3, 6:2     |